# Daulatkhan
Daulatkhan (en bengali : দৌলতখান) est une upazila du Bangladesh dans le district de Bhola. En 1991, on y dénombrait 153 458 habitants.